# الفطريات الجذرية والتغير المناخي
الفطريات الجذرية والتغير المناخي (بالإنجليزية: Mycorrhizae and changing climate)‏، وهي تأثيرات التغير المناخي على الفطريات الجذرية، وهي فطريات تشكل علاقة تكافلية مع نبات وعائي مضيف من خلال استعمار جذوره. يشمل التغير المناخي أي تغير مستمر في الطقس أو درجات الحرارة. ومن المهم ملاحظة أن الاحتباس الحراري العالمي أحد المؤشرات الواضحة على التغير المناخي، بالرغم من اختلاف الحدثين. ومع ذلك، تلعب درجات الحرارة دورًا هامًا في جميع الأنظمة البيئية على الأرض، خاصةً في الأنظمة التي تضم أعدادًا كبيرةً من الفطريات الجذرية في التربة.
تعتبر الفطريات الجذرية أحد أكثر الكائنات التكافلية انتشارًا على كوكب الأرض، إذ إنها تشكل تفاعلًا نباتيًا فطريًا مع 80% تقريبًا من جميع النباتات الأرضية. تستفيد الفطريات الجذرية عن طريق مشاركة النبات في السكريات والكربون الناتجين من عملية البناء الضوئي، بينما يحصل النبات على المياه والمواد الغذائية الأخرى الهامة لصحته، مثل النيتروجين والفوسفور، بطريقة أكثر فاعليةً من هذه العلاقة. أصبح هذا التكافل مفيدًا للنباتات الأرضية إلى أن أصبحت بعض النباتات تعتمد كليًا على هذه العلاقة للصمود في بيئتها الخاصة. وتعتبر الفطريات عنصرًا أساسيًا لبعض النباتات؛ إذ تمتلئ أغلب الأنظمة البيئية، خاصةً في المناطق القطبية الشمالية، بالنباتات التي تنجو بفضل مساعدة الفطريات الجذرية. وبسبب أهميتها في تشكيل النظام البيئي الإنتاجي، أصبحت دراسة هذه الفطريات، وعلاقاتها التكافلية، مجالًا خصبًا ضمن مجالات البحث العلمي في الوقت الحالي. 

## تأثير المناخ على الفطريات الجذرية
توجد تأثيرات متنوعة للتغير المناخي على العديد من الأنواع الموجودة في أي نظام بيئي، بما يشمل النباتات بالإضافة إلى علاقاتها التكافلية. وكما فهم العلماء، من المتوقع وجود وانتشار أي نوع من الفطريات الجذرية في أي مثوى بيئي تسمح ظروفه البيئية بنمو هذا النوع. ومع ذلك، تصبح البيئات المستدامة غير شائعة بسبب آثار الاحتباس الحراري والتغير المناخي. ومن المهم ملاحظة أن العلاقة بين النباتات الوعائية المضيفة والفطريات الجذرية علاقة تكافل تبادلي. ويعني هذا أن التغير المناخي العالمي يؤثر أولًا على النباتات المضيفة، ثم تؤثر بدورها على الفطريات الجذرية بطريقة مشابهة. وبشكل أساسي، إذ مر النبات المضيف بإجهاد بيئي، سيُمرَّر هذا الإجهاد إلى الفطريات الجذرية، والذي يؤدي في النهاية إلى عواقب سلبية.
تعتبر الفطريات الجذرية الشجيرية أكثر أشكال الفطريات الجذرية شيوعًا، وهي «مكونات أساسية واسعة الانتشار ضمن الكائنات الحية الموجودة بالتربة داخل الأنظمة البيئية الزراعية والطبيعية»، وتُستخدم هذه الفطريات باعتبارها مقياسًا لتأثيرات التغير المناخي على الفطريات الجذرية في النواحي التالية.

### زيادة درجات الحرارة وزيادةثاني أكسيد الكربون
ترتفع درجات حرارة كوكب الأرض على نحو ثابت بسبب النشاط البشري، إذ يقع أغلب اللوم على الإنتاج البشري للغازات المُلوِثة. ويعتبر غاز ثاني أكسيد الكربون أكثر الغازات شيوعًا التي تُنتَج بواسطة البشر والطبيعة على حد سواء، ويؤدي التركيز الثقيل المتراكم لهذا الغاز في الجو إلى حبس الحرارة بالأسفل في الغلاف الجوي. تؤثر الحرارة بشكل مختلف على الفطريات اعتمادًا على الجنس، أو النوع، أو السلالة؛ فبينما تعاني بعض الفطريات عند درجات حرارة معينة، تزدهر بعض الفطريات الأخرى عند نفس درجات الحرارة. ويعتمد هذا على البيئات التي تستوطنها هذه الفطريات. ومع ذلك، تلعب درجات الحرارة أيضًا دورًا هامًا في إتاحة المياه والمواد الغذائية إذ يوفر المناخ الحار سهولة امتصاص المواد الغذائية ولكنه أيضًا ينذر بخطر إفساد البروتينات. فإذا جفت التربة بفعل الحرارة الشديدة، ستواجه الخيوط الفطرية، بالإضافة إلى الشعيرات الجذرية للنبات المضيف، صعوبات أكثر في الحصول على المياه والمواد الغذائية حتى تصمد العلاقة بينهما.
وبينما يمكن أن تلعب درجات الحرارة دورًا هامًا في نمو الفطريات والنباتات، تعتمد هذه الكائنات أيضًا بشكل كبير على كمية غاز ثاني أكسيد الكربون الممتصة. وتختلف كمية ثاني أكسيد الكربون الموجودة داخل التربة عن كميته الموجودة في الهواء؛ ويعتبر وجود هذا الغاز جزءًا حيويًا في العديد من الدورات النباتية (مثل دورة البناء الضوئي)، وتتأثر الفطريات الجذرية أيضًا بثاني أكسيد الكربون؛ بسبب خصائص التكافل النباتي الفطري الموجود عند الجذور. فعندما تتعرض النباتات إلى مستويات عالية من غاز ثاني أكسيد الكربون، تستفيد النباتات من هذه المستويات العالية وتنمو بمعدل أسرع. ويزيد هذا أيضًا من تخصيص الكربون إلى جذور النباتات بدلًا من البتائل، ما يفيد الفطريات الجذرية المتكافلة مع هذه النباتات. وتزداد المساحة التي تشغلها الجذور، وبالتالي تزداد دورة المشاركة بين الفطريات والنباتات، ما يساعد على زيادة النمو مع الاستفادة من الموارد المتاحة حتى يتعادل الارتجاع. يسمح ثاني أكسيد الكربون المُخصص إلى جذور النباتات، والذي تحصل عليه الفطريات الجذرية، بنمو هذه الفطريات بمعدل متزايد على مستويات عالية، ويعني هذا أن الخيوط الفطرية لهذه الفطريات ستتمدد أيضًا، ولكن يبدو أن الفوائد المباشرة لهذه العملية ستتوقف عند هذا الحد بالنسبة للفطريات الجذرية بشكل خاص. «وبالرغم من الآثار الكبيرة لغاز ثاني أكسيد الكربون على مستويات الكربوهيدرات في الجذور، لم تظهر أي آثار كبيرة له على استعمار الفطريات الجذرية بشكل عام». ويعني هذا أنه مع نمو النبات المضيف إلى حجم كبير، ستنمو الفطريات الجذرية المتكافلة معه إلى حجم كبير أيضًا على نحو يتناسب مع نمو نباته المضيف. وبعبارة أخرى، يعتبر نمو الفطريات الجذرية نتيجةً لنمو النبات المضيف؛ والعكس غير صحيح بالرغم أن هذه العوامل البيئية تؤثر على الفطريات الجذرية والنباتات المضيفة على حد سواء. ولا ينبغي الاعتقاد بأن ثاني أكسيد الكربون مفيد كليًا: إذ يساهم بشكل رئيسي في عمليات البناء الضوئي فقط، ولكن تعتمد عليه النباتات، بينما يمكن أن تحصل الفطريات الجذرية على السكريات الأساسية الضرورية لها من خلال النباتات فقط؛ إذ لا يمكن استخراجها من التربة. وتعتبر آثار ثاني أكسيد الكربون على البيئة ضارةً بشكل كبير على المدى البعيد؛ إذ إنه أحد أهم العوامل المساهمة في مشكلة الغازات الدفيئة وإتلاف المناطق التي يمكن أن تنمو فيها النباتات مع الفطريات الجذرية المتكافلة معها.

## الفطريات الجذرية في المناطق القطبية الشمالية
بينما يمكن أن تبدو المناطق القطبية الشمالية أرضًا قاحلةً، تعتبر هذه المناطق في الواقع موطنًا لمجموعات ضخمة من الحيوانات، والنباتات، والفطريات. وتعتمد النباتات في هذه المناطق على علاقتها مع الفطريات الجذرية؛ إذ لن تتمكن هذه النباتات من الصمود دون الفطريات الجذرية في مثل هذه الظروف القاسية. ففي المناطق القطبية الشمالية، تواجه النباتات صعوبةً بالغةً في الحصول على النيتروجين والماء بسبب تجمد الأرض، ما يجعل وجود الفطريات الجذرية أمرًا حاسمًا لصلاحية، وصحة، ونمو هذه النباتات.
ومن المعروف أن التغير المناخي يؤثر على المناطق القطبية الشمالية بشكل أكبر مقارنةً بالمناطق الأخرى، وهي ظاهرة تُعرف باسم التضخيم القطبي الشمالي. ويبدو أن هناك حلقات من الارتجاع الإيجابي تحدث بمعدل أكبر من حلقات الارتجاع السلبي عند القطب الشمالي نتيجةً لهذه الظاهرة، ما يزيد من سرعة الاحترار بالإضافة إلى تغيرات أخرى غير متوقعة، والتي ستؤثر بدورها على الأنظمة البيئية هناك. ويمكن أن يسبب الاحترار آثارًا ضارةً على صحة مستعمرات الفطريات الجذرية بشكل عام، إذ تزدهر حيوية هذه الفطريات عند درجات الحرارة المنخفضة.
وتعتبر العلاقات التكافلية مع الفطريات الجذرية أمرًا ضروريًا بالنسبة للشجيرات، والنباتات الوعائية الأخرى، حتى تحصل على المواد الغذائية اللازمة لها؛ إذ توفر هذه النظم البيئية تربةً ذات مواد غذائية قليلة يسهل الوصول إليها. وإذا خضعت هذه العلاقات إلى الإجهاد الشديد، يمكن أن تحدث حلقة من الارتجاع الإيجابي مسببةً تناقص في أعداد النباتات والفطريات المتكافلة معها بسبب قسوة البيئة وزيادة جفافها.